# Ardea (släkte)
För den italienska staden se Ardea
Ardea är ett släkte med hägrar. Linné kallade detta släkte för de stora hägrarna eftersom merparten av arterna inom släktet är stora fåglar som mäter 80–100 cm eller mer. Här kan också tilläggas att Linné placerade tranan (Grus grus) i detta släkte.
Merparten av detta släkte, som nästan finns över hela jorden, häckar i kolonier i träd där de bygger stora bon av grenar. De arter som häckar i norr som purpurhäger (Ardea purpurea), gråhäger (Ardea cinerea) och amerikansk gråhäger (Ardea herodias) är flyttfåglar men de två senare drar sig endast undan isen till område med öppet vatten.
Detta släktes häckningsbiotop är våtmarker där de främst lever av fisk och kräldjur.
Släktet består av stora kraftfulla fåglar med stora och långa dolkformade näbbar, långa halsar och ben. De födosöker i grundare vatten där de helt stillastående smyger på sitt byte som de genom en snabb attack snappar med näbben. De flyger stadigt med långsamma kraftfulla vingslag, med halsen tillbakadragen, vilket är typiskt för hägrar och som skiljer dem åt från exempelvis storkar och tranor.

## Taxonomi
Vilka arter som bör placeras i släktet har tidigare varit kontroversiellt. Numera placeras mellanhägern (liksom gulnäbbad häger och plymhäger) och ägretthägern, tidigare i Egretta eller i de egna släktena Mesophoyx respektive Casmerodius, allmänt i Ardea. Även kohägrarna i Bubulcus inkluderas i Ardea.

### Arter i släktet
Listan nedan följer AviList:
- Vithalsad häger (Ardea pacifica)
- Ägretthäger (Ardea alba)
- Gulnäbbad häger (Ardea brachyrhyncha)
- Mellanhäger (Ardea intermedia)
- Plymhäger (Ardea plumifera)
- Kohäger (Ardea ibis)
- Orientkohäger (Ardea coromanda)
- Madagaskarhäger (Ardea humbloti)
- Stornäbbad häger (Ardea sumatrana )
- Kejsarhäger (Ardea insignis)
- Purpurhäger (Ardea purpurea)
- Svarthuvad häger (Ardea melanocephala)
- Goliathäger (Ardea goliath)
- Gråhäger (Ardea cinerea)
- Cocoihäger (Ardea cocoi)
- Amerikansk gråhäger (Ardea herodias)

Ett antal arter inom släktet Ardea är bara kända som subfossiler eller fossila ben. Huruvida de hör till släktet Ardea eller Egretta är i många fall bara preliminärt:
- Bennuhäger (Ardea bennuides) – förhistorisk, dog ut under holocen
- Ardea sp. – mellersta miocen i Observation Quarry, USA; fossil
- Ardea sp. – sen miocen i Love Bone Bed, USA; fossil
- Ardea polkensis – tidig pliocen i Bone Valley, USA; fossil
- Ardea sp. – tidig pleistocen i Macasphalt Shell Pit, USA; fossil
- Ardea formosa – fossil
- Ardea howardae – fossil
- Ardea similis – fossil